# Реакція Ніренштейна
Реакція Ніренштейна — це органічна реакція, що описує трансформацію хлорангідриду кислоти у галокетон за присутності діазометану. Це реакція введення, в якій метиленова група з діазометану вставляється в зв'язок вуглець-хлор хлорангідриду кислоти.

## Механізм реакції
Реакція протікає з утворенням проміжної солі діазонію, яка утворена заміщенням хлориду діазометил-аніоном.
Якщо під час реакції присутній надлишок діазометану, він може виступати основою, відриваючи водень від проміжної сполуки діазонієвої солі. У результаті виходить нейтральний діазокетон, який не реагує з хлоридом. Натомість, утворений з іншої молекули діазометану побічний продукт — діазоній-метил, може піддаватися атаці хлориду з утворенням хлорметану. Нереакційноздатний діазокетон можна повторно активувати та змішати з хлористим воднем для отримання нормального продукту Ніренштейна.
У деяких випадках навіть обмежена кількість діазометану призводить до зупинки процесу реакції через виникнення вигідного шляху для утворення нейтрального діазокетону, що вимагає додавання газоподібного HCl, щоб врятувати його.

## Область застосування
Одна оригінальна реакція Ніренштейна 1924 року:
а також реакція, що починається з бензоїлбромідуjv, що йде не за планом з утворенням димеру діоксану: